# چرخ‌ریسک الیکایی
چرخ‌ریسک الیکایی (نام علمی: Chamaea fasciata) نام یک گونه از تیره سسکیان است.